# وكالة بينكرتون للمباحث الوطنية
وكالة المباحث الوطنية بينكرتون ، قوة شرطة أمريكية مستقلة تأسست عام 1850 من قبل آلان بينكرتون (1819-1884) ، النائب السابق لرئيس شرطة مقاطعة كوك ، إلينوي. تخصصت في الأصل في قضايا سرقة السكك الحديدية وحماية القطارات والقبض على لصوص القطارات. قامت بحل سرقة شركة Adams Express التي تبلغ تكلفتها 700 ألف دولار في عام 1866 ، وفي عام 1861 أحبطت مؤامرة اغتيال ضد الرئيس المنتخب. ابراهام لينكون . وشاركت لاحقًا في أنشطة نقابية مناهضة للعمل ( يرى هومستيد سترايك). كان لها دور فعال في تفكيك منظمة مولي ماجويرس السرية لعمال مناجم الفحم.
1. ↑  "وكالة المباحث الوطنية بينكرتون / التاريخ والحقائق - آخر / يونيو 2025". ar.gov-civ-guarda.pt (بar-AR). Retrieved 2025-06-24. {{استشهاد ويب}}: الوسيط |تاريخ الوصول= and |تاريخ-الوصول= تكرر أكثر من مرة (help)صيانة الاستشهاد: لغة غير مدعومة (link)